# André Leroi-Gourhan
Pour les articles homonymes, voir Leroi-Gourhan (homonymie).
André Leroi-Gourhan, né le 25 août 1911 à Paris et mort le 19 février 1986 à Paris, est un ethnologue, archéologue et préhistorien français, spécialiste de la Préhistoire. C'est aussi un penseur des techniques et de la culture, qui cherche à allier précision scientifique et concepts philosophiques.

## Biographie

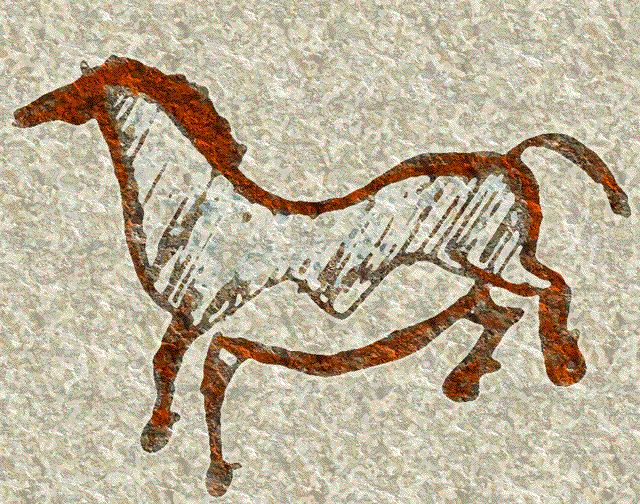
Exemple générique de cheval peint du Paléolithique selon les caractéristiques typiques du Style III de Leroi-Gourhan : notez la microcéphalie et le ventre typiques de cette période.

Son nom complet de naissance est André, George, Léandre, Adolphe Leroi. Plus tard il ajoute à son patronyme celui de ses grands-parents maternels qui l'ont élevé. Très tôt orphelin, il connaît une enfance difficile. Il se passionne pour les galeries du Muséum national d'histoire naturelle et lit Les Hommes fossiles de Marcellin Boule que sa marraine lui a offert.
Après avoir quitté l'école à 14 ans, il reprend ses études et sur les conseils de Paul Boyer entre à l'École des langues orientales au sein de laquelle il étudie le russe (diplômé en 1931) et le chinois (diplômé en 1933). Parallèlement, il suit à l'École pratique des hautes études les cours de Marcel Granet et fréquente l’EPHE où il rencontre en 1934 Arlette Royer, qui y suit les cours d'ethnologie de Marcel Mauss. Il l'épouse en 1936 et ils auront quatre enfants. Tous deux participent à la transformation de l'ancien Musée d'ethnographie du Trocadéro en Musée de l'Homme où André travaille dès 1933, ainsi qu'au département d'ethnographie du British Museum.
En février 1937, il part avec Arlette pour une mission ethnographique au Japon financée par le gouvernement japonais. La rentrée universitaire le voit chargé d'enseignement à l’Institut franco-japonais de Kyoto. Sa femme l'aide activement comme photographe et secrétaire, et l'accompagne dans tous ses déplacements. En été 1938, ils étudient en particulier les derniers Aïnous de l’île d'Hokkaïdo.
Le couple revient en 1939, André ramenant une partie des matériaux pour sa thèse de doctorat ès-lettres dirigée par Marcel Mauss et consacrée à L'Archéologie du Pacifique Nord (soutenue le 14 juin 1944). L'ensemble des matériaux collectés est publié par Arlette sous les deux noms (à titre posthume pour André) en 1989 en France et en 1991 au Japon.
De retour en France, il est nommé au musée Guimet et au musée Cernuschi de 1940 à 1944, date à laquelle il est nommé maître de conférences en ethnologie coloniale à l'université de Lyon sur une chaire créée par le ministère des colonies. Il y développe entre autres un enseignement de technologie comparée à partir de l’étude de collections d’objets ethnographiques de différents musées lyonnais. Ne concevant pas l’ethnologie sans une part de terrain, il sillonne le Mâconnais avec des étudiants qu’il initie à ce qu’il appellera plus tard l’ethnologie préhistorique.
Le 7 juillet 1944, alors qu'il est attaché au musée Cernuschi, il reçoit un ordre de mission du directeur des musées nationaux le chargeant de se rendre au dépôt des musées nationaux de Valençay pour y procéder à l’examen des collections du musée Guimet qui y sont abritées. Son séjour, qui devait prendre fin le 25 juillet, est prolongé en raison du repli de l'armée allemande.
Il participe alors aux activités de la Résistance, ce qui lui vaut en 1945 la médaille de la Résistance, la croix de guerre et la Légion d'honneur. En 1946, il est nommé sous-directeur du Musée de l'Homme et maître de recherches au CNRS. La même année, il fonde le Centre de formation aux recherches ethnologiques, qui forme les jeunes chercheurs aux méthodes ethnographiques.
En 1952 les Leroi-Gourhan achètent une maison à Vermenton ; André va y écrire ses ouvrages principaux. Vermenton est à 9 km d'Arcy-sur-Cure où 4 ans plus tôt il a commencé des fouilles qui vont durer 16 ans, et où il établit son école de fouilles pionnière.
Il entreprend une deuxième thèse de doctorat, ès-sciences, consacrée aux Traces d'équilibres mécaniques du crâne des vertébrés terrestres (1954). En 1956, il succède à Marcel Griaule à la Sorbonne, à la chaire d'Ethnologie générale et Préhistoire, puis est élu à la chaire de Préhistoire du Collège de France de 1969 à 1982 et membre de l'Institut de France. En 1973, il reçoit la médaille d'or du CNRS.

## Œuvre

### Étude de l’art préhistorique
André Leroi-Gourhan a proposé une approche radicalement nouvelle de l'interprétation de l'art pariétal paléolithique, basée sur un retour aux documents eux-mêmes, à l'analyse des relations de voisinage des œuvres et de leur position par rapport à la topographie des cavités. Il procède à un traitement statistique des représentations et aboutit à une lecture symbolique des figurations (pictogramme, mythogramme) interprétées comme des symboles masculins ou féminins. Renonçant aux interprétations traditionnelles (magie, chamanisme, totémisme…), il conclut que les grottes ornées paléolithiques sont des sanctuaires religieux, emportant la conviction de la plupart des préhistoriens de l'époque. En revanche, sa théorie selon laquelle l'art pariétal du magdalénien se serait développé depuis les dessins les plus frustres jusqu'aux plus aboutis a été largement infirmée par les datations ultérieures faites au carbone 14, qui témoignent plutôt du contraire. Ses plus proches héritiers sont Michel Lorblanchet, Brigitte et Gilles Delluc.
Il participe au début de la paléoethnologie (appelée aussi palethnologie), l'étude des hommes préhistoriques dans leur milieu.
À Arcy-sur-Cure, site-clé pour le Châtelperronien, et plus précisément en étudiant la grotte du Renne dont il a commencé les fouilles en 1949, André Leroi-Gourhan énonce pour la première fois que les Néandertaliens (et non Homo sapiens comme on le croyait jusque là) sont probablement les hominidés associés au Châtelperronien.

### Méthodes de fouilles archéologiques
Au cours des fouilles qu'il a dirigées à la grotte des Furtins en 1945, dans les grottes d'Arcy-sur-Cure entre 1946 et 1963, puis sur le site magdalénien de Pincevent à partir de 1964, André Leroi-Gourhan a contribué à renouveler les méthodes de fouilles archéologiques. Il crée une école de fouilles pionnière à Arcy, où il promeut une rigueur d'étude jusque-là inconnue : étude des sols d'habitat et de leurs éléments, emplacement desdits éléments, établissement d'un plan préalablement à la fouille,. Les sites exceptionnellement conservés de la grotte du Renne à Arcy (intacte car découverte seulement en 1939 par Pierre Poulain) et de Pincevent lui permettent de développer une analyse spatiale des habitats préhistoriques grâce à la fouille par décapages, à l'origine de l'ethnologie préhistorique française.
Autre fouille pionnière qui a un grand retentissement dû à sa méthode : celle de l'hypogée néolithique du Mesnil-sur-Oger, où un autre hypogée a peu avant été fouillé de façon désordonnée par Léon Coutier et André Brisson. La fouille Leroi-Gourhan est réalisée conjointement avec Michel Brézillon et Gérard Bailloud. A cette dernière se joindra le jeune Guinéen Nénékhaly Condetto-Camara. La publication en 1962 du compte rendu de ces fouilles engendre un remaniement complet des méthodes de fouilles et étude des sépultures, et en particulier celle des sépultures collectives.

### Ethnologie et la sociologie
André Leroi-Gourhan a consacré une partie de son œuvre à l'anthropologie des techniques, fournissant à la fois des principes théoriques (les concepts de tendances et de faits techniques, de milieu technique, de milieu favorable à l'invention et à l'emprunt), des cadres méthodologiques (les méthodes d'analyse des degrés du fait et de la chaîne opératoire) et une classification générale de l'action technique.
Ces apports fondamentaux à l'épistémologie de ce champ disciplinaire sont réunis dans différents ouvrages d'André Leroi-Gourhan tels que L'Homme et la matière (1943/1971), Milieu et techniques (1945/1973) ou Le Geste et la parole (vol. 1 : Technique et langage, 1965 ; vol. 2 : La mémoire et les rythmes, 1965).
André Leroi-Gourhan fut un grand pédagogue tant en ethnologie qu'en archéologie. Son œuvre fut donc poursuivie par de nombreux chercheurs (Robert Cresswell, Hélène Balfet, Christian Pelras, Pierre Lemonnier, Christian Bromberger, Giulio Angioni en Italie, Jean-Pierre Digard, Aliette Geistdoerfer, Claude Royer, Bruno Martinelli, Colette Pétonnet), ce qui constitue une école française d'ethnologie des techniques plus reconnue comme telle dans les pays anglo-saxons et en Italie qu'en France même. Plusieurs équipes de recherche s'inscrivent dans la tradition de pensée d'André Leroi-Gourhan : le groupement de recherche « Matières et manières » successivement dirigé par Hélène Balfet, Christian Pelras et Bruno Martinelli ; et l'équipe de « Technologie culturelle » longtemps dirigée par Robert Cresswell puis Aliette Geistdoerfer, connue aussi sous le nom de sa revue Techniques et culture, revue fondamentale pour la définition du champ disciplinaire.
André Leroi-Gourhan a aussi une influence importante dans le champ du travail, avec l'analyse pluridisciplinaire des situations de travail d'Yves Schwartz, la « clinique de l'activité » initiée par son élève Yves Clot, et la sociologie du travail avec notamment Pierre Naville et François Vatin. En sociologie, il constitue plus largement une référence pour le renouveau des théories de l'action, chez Jean-Claude Kaufmann, Laurent Thévenot, Nicolas Dodier, Giulio Angioni, Albert Piette et, quoique sur un registre plus polémique, Bruno Latour. Sa méthode de classification et ses concepts ont exercé une grande influence sur la philosophie des techniques de Gilbert Simondon ou celle de la géographie d'Augustin Berque (Écoumène : Introduction à l’étude des milieux humains).
Les archives scientifiques de André Leroi-Gourhan sont conservées au Pôle Archives de la Maison des Sciences de l'Homme Mondes.
Parmi ses élèves, on dénombre le chanteur Nino Ferrer, passionné d'archéologie, la psychanalyste Marguerite Derrida, l'anthropologue visuelle Claudine de France, et les archéologues Jean-François Jarrige, Claude-François Baudez et François Beaudouin. Sa bibliothèque et ses manuscrits de travail sont conservés à la médiathèque Pierre-Fanlac de Périgueux.

## L'apport d'Arlette Royer

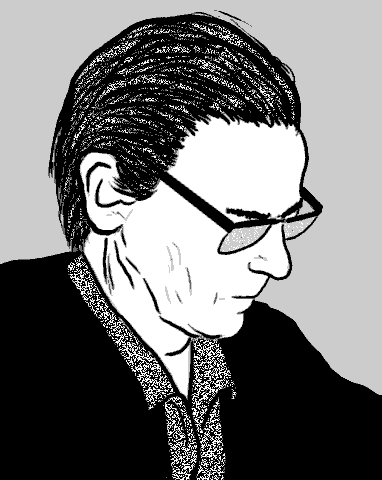
Portrait d'André Leroi-Gourhan.

Diplômée de l’École du Louvre, Arlette Royer suit le cours d’ethnologie de Marcel Mauss à l’EPHE. À partir de 1954, dans le cadre de l’école de fouille d’André Leroi-Gourhan à Arcy-sur-Cure, elle aborde la palynologie des dépôts préhistoriques en grotte. Elle se forme à la morphologie pollinique avec Madeleine Van Campo et obtient en 1955 la mise à disposition de locaux au musée de l’Homme pour y installer un laboratoire où elle formera de nombreux palynologues de renommée internationale. Faisant de nombreux voyages, elle aborde également diverses branches d'étude dont la paléoclimatologie et la paléoethnobotanique ; elle est ainsi chargée d'analyser les sépultures du Néanderthalien IV de Shanidar et de la momie de Ramsès  II. Plusieurs de ses quelque 180 publications sont écrites conjointement avec André Leroi-Gourhan. Elle est faite chevalier de l'Ordre du Mérite en 1990.Les archives scientifiques des fouilles archéologiques de Arlette Leroi-Gourhan sont déposées au Pôle archives de la Maison des Sciences de l’homme Mondes.

## Principales publications
- [Leroi-Gourhan 1936] André Leroi-Gourhan, La Civilisation du renne, Paris, Gallimard, 1936 (lire en ligne).
- [Leroi-Gourhan 1943] André Leroi-Gourhan, L'Homme et la Matière. Évolution et Techniques, Paris, Albin Michel, coll. « Sciences d'aujourd'hui », 1943 (réimpr. 1948, 1971), 367 p. (lire en ligne).
- [Leroi-Gourhan 1945] André Leroi-Gourhan, Milieu et Techniques. Évolution et Techniques, Paris, Albin Michel, coll. « Sciences d'aujourd'hui », 1945 (réimpr. 1973, 2012), 512 p. (lire en ligne).
- [Anthony et al. 1957] Jean Anthony, Pierre Grapin, Pierre Laget, André Leroi-Gourhan, Jacques Nouvel, Jean Piaget et Jean Piveteau, L'évolution humaine, spéciation et relation, Paris, Flammarion, coll. « Bibliothèque de philosophie scientifique », 1957.
- [Leroi-Gourhan & Poirier 1962] (en) André Leroi-Gourhan et Jean Poirier, Ethnology of Indochina, Washington, Joint publications research services for the U.S. Department of commerce & Office of technical services, 1962, 157 p. (lire en ligne).
- [Leroi-Gourhan 1964] André Leroi-Gourhan, Les Religions de la Préhistoire, Paris, Presses universitaires de France, coll. « Quadrige », 1964, 154 p..
- [Leroi-Gourhan 1964] André Leroi-Gourhan, Technique et langage. Le Geste et la Parole, Paris, Albin Michel, coll. « Sciences d'aujourd'hui », 1964, 326 p. (lire en ligne).
- [Leroi-Gourhan 1965] André Leroi-Gourhan, La Mémoire et les Rythmes. Le Geste et la Parole, Paris, Albin Michel, coll. « Sciences d'aujourd'hui », 1965, 288 p. (lire en ligne).
- [Leroi-Gourhan 1965] André Leroi-Gourhan, Préhistoire de l'art occidental, Paris, Mazenod, 1965, 482 p..
- [Leroi-Gourhan 1980] André Leroi-Gourhan, « Les premières manifestations de l'art du couvreur, réflexions sur les origines de la charpente et de la couverture - L'art du couvreur », dans Encyclopédie des Métiers, t. 1, 1980.
- [Leroi-Gourhan 1982] Les Racines du monde : entretiens, Paris, éd. Belfond, 1982.
- [Leroi-Gourhan 1982] (en) André Leroi-Gourhan (trad. Sarah Champion), The Dawn of European Art: An Introduction to Palaeolithic Cave Painting, Cambridge, Cambridge University Press, coll. « The imprint of Man », 1982, 77 p. (ISBN 0-521-24459-5).
- [Leroi-Gourhan 1983] André Leroi-Gourhan, Le Fil du temps : ethnologie et Préhistoire, Paris, Fayard, 1983.
- [Leroi-Gourhan 1984] André Leroi-Gourhan, Pincevent : Campement magdalénien de chasseurs de Rennes, Paris, Ministère de la culture, Imprimerie royale, coll. « Guides archéologiques de la France », 1982, 94 p. (lire en ligne).
- [Leroi-Gourhan 1988] André Leroi-Gourhan, Dictionnaire de la Préhistoire, Paris, Presses universitaires de France, 1988 (réimpr. 1997).
- [Leroi-Gourhan 1992] André Leroi-Gourhan, L'Art pariétal : langage de la Préhistoire, Grenoble, Jérôme Millon, coll. « L'Homme des Origines », 1992, 423 p. (lire en ligne).
- [Leroi-Gourhan 2004] André Leroi-Gourhan, Pages oubliées sur le Japon, Grenoble, Jérôme Millon, 2004, 469 p. (lire en ligne).